# Lijst van personen overleden in april 2016
Dit is een lijst van bekende personen die zijn overleden in april 2016.

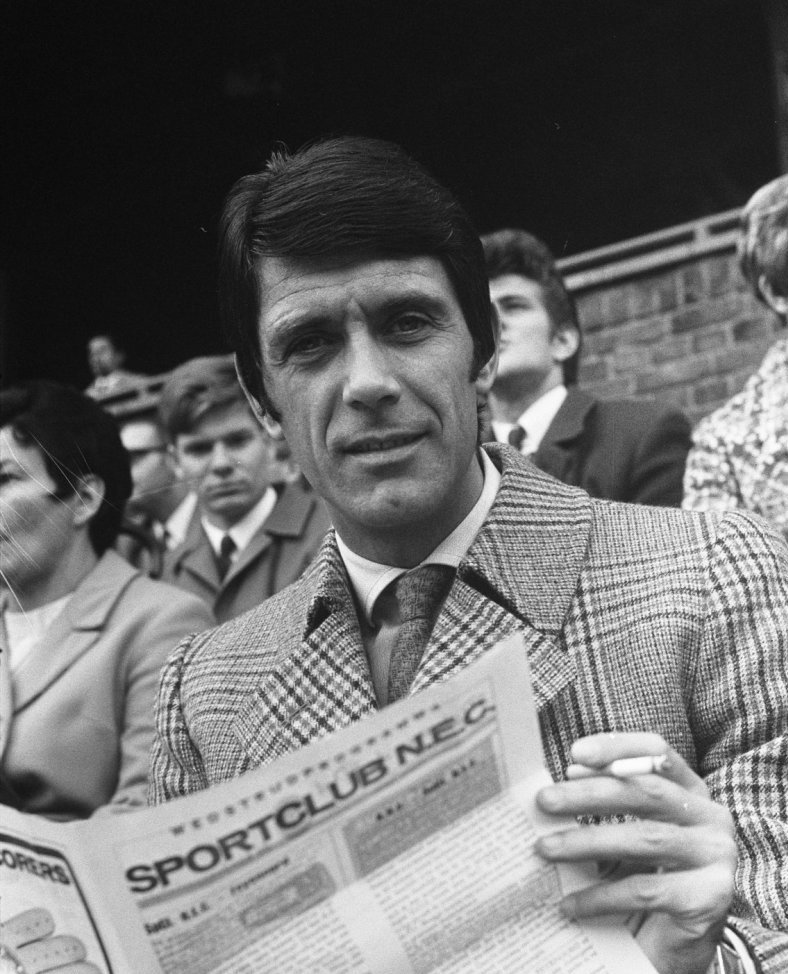
Cesare Maldini
3 april

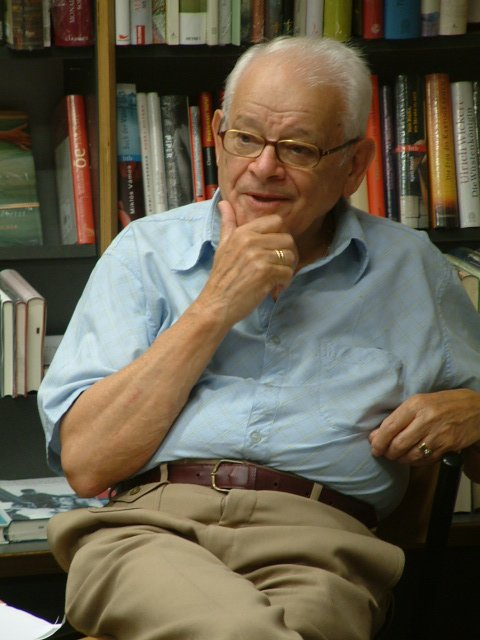
Jules Schelvis
3 april

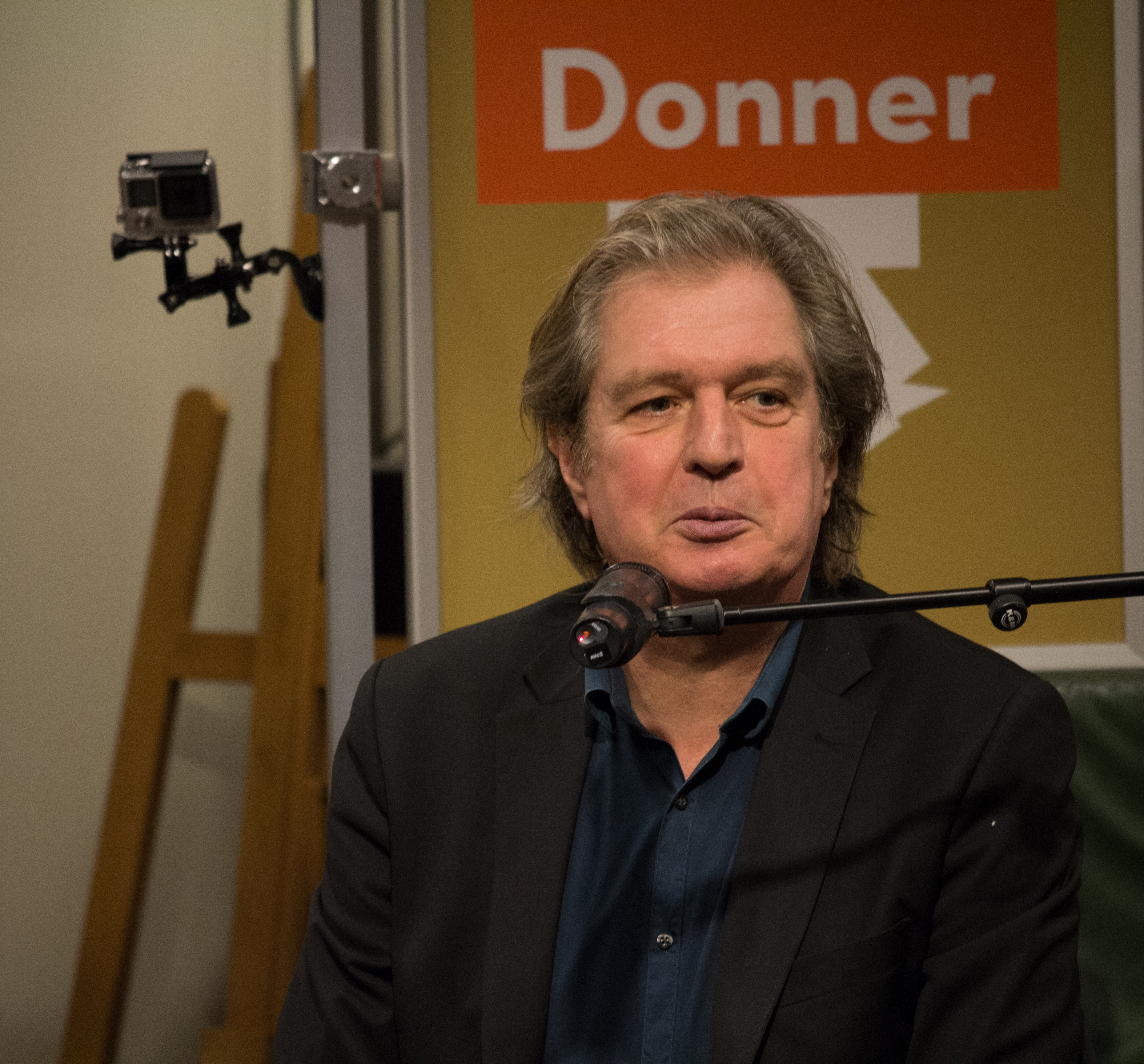
Wim Brands
4 april

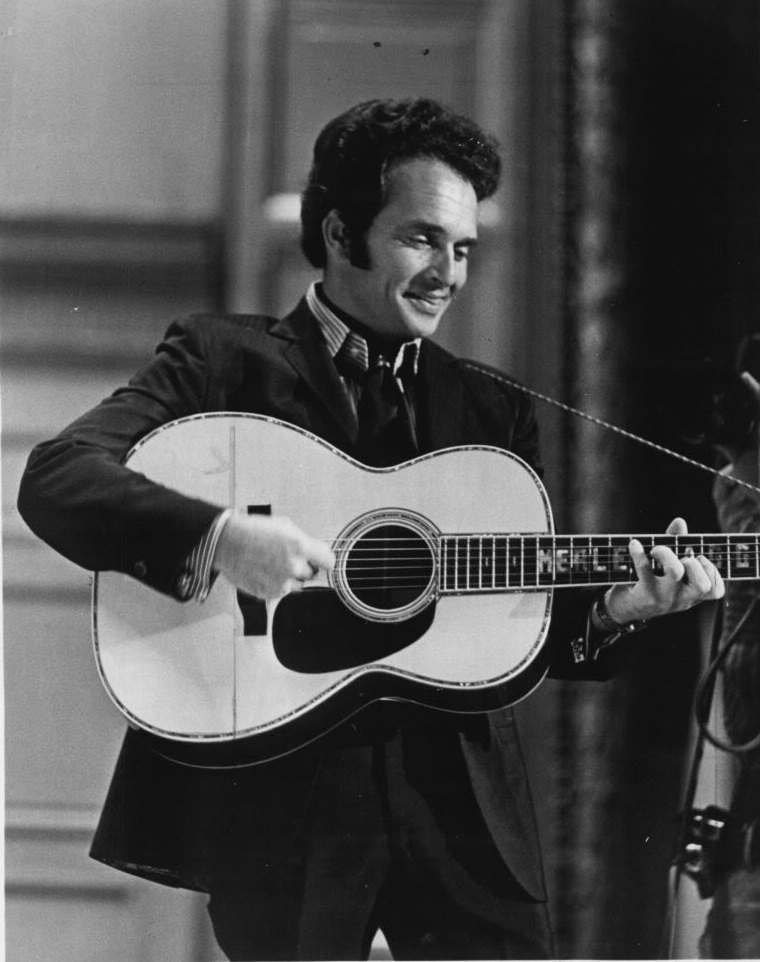
Merle Haggard
6 april

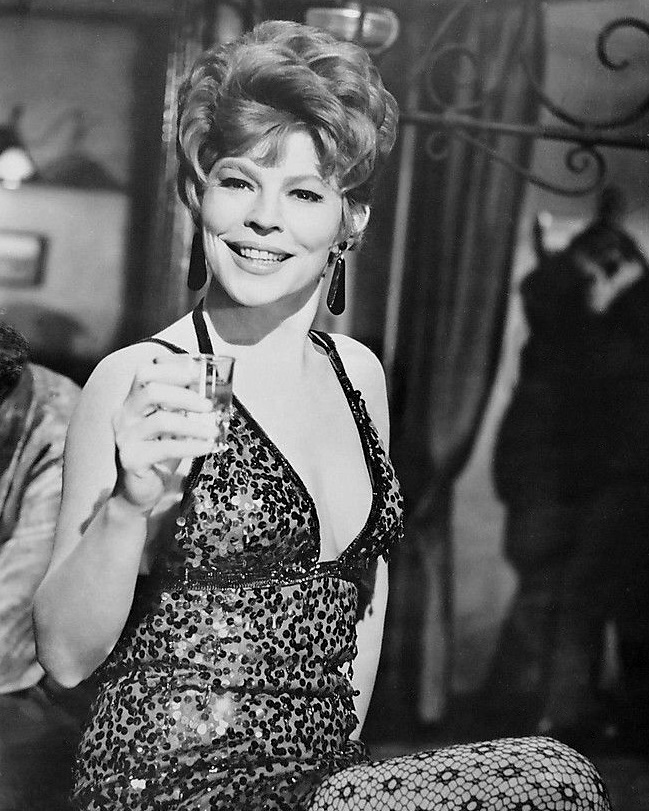
Anne Jackson
12 april

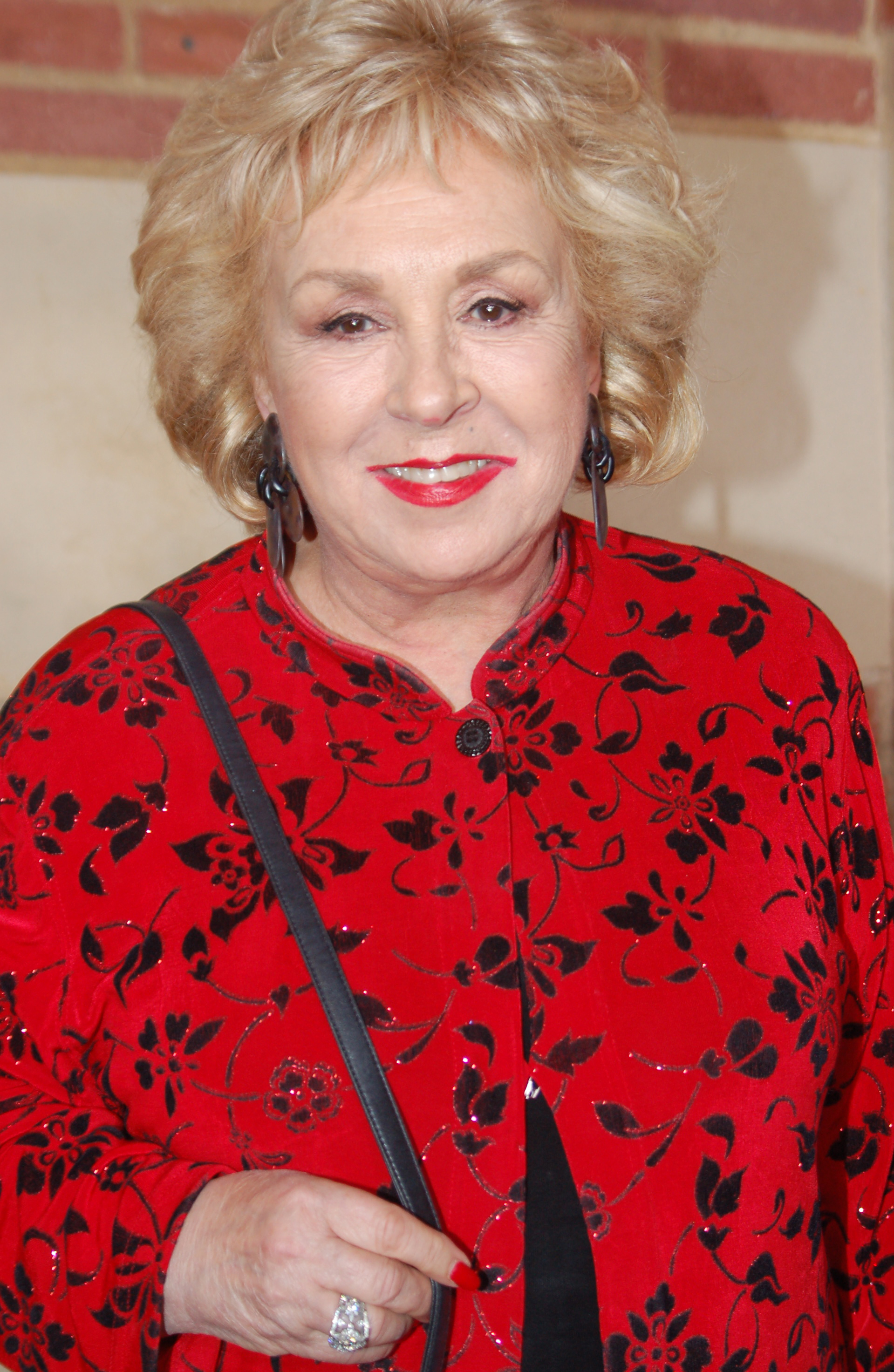
Doris Roberts
17 april

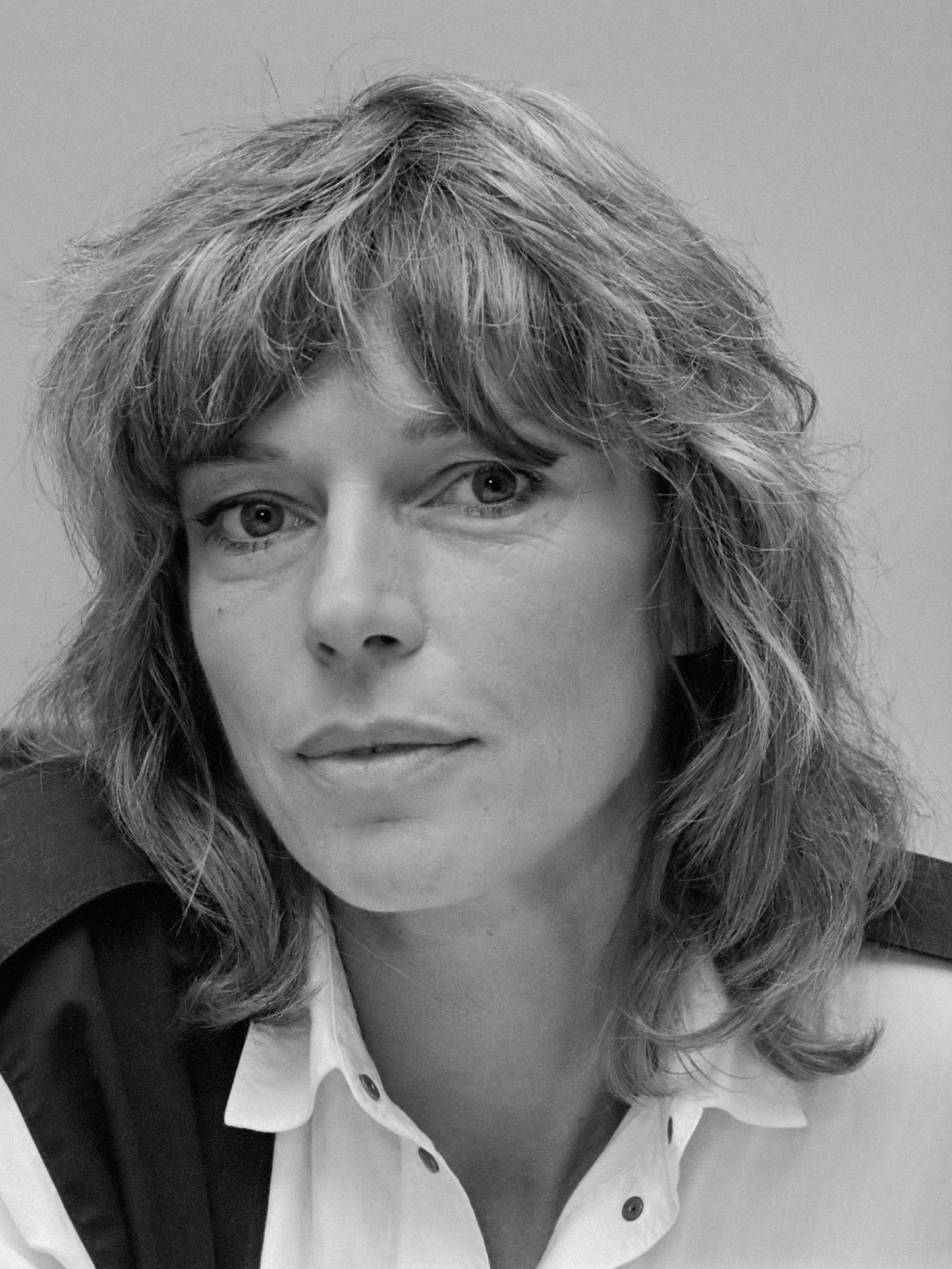
Cox Habbema
18 april

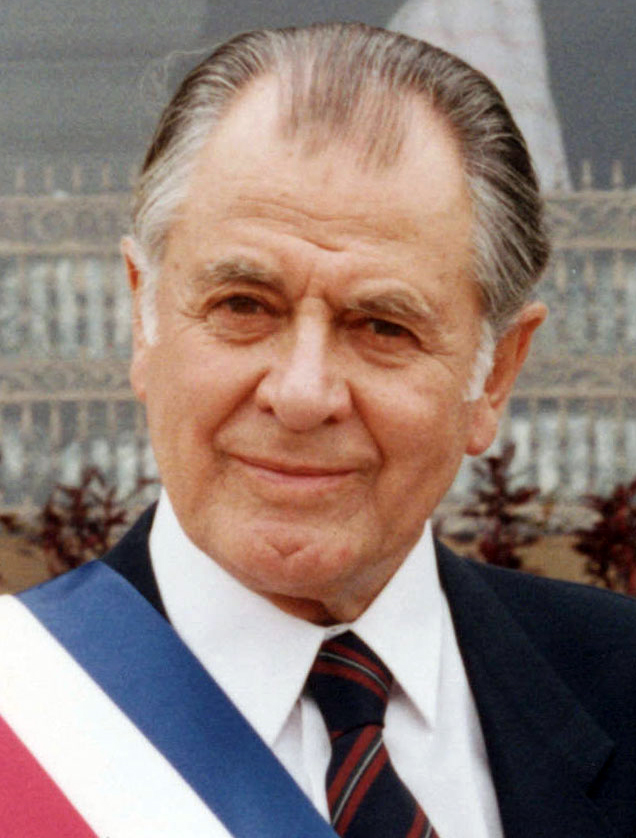
Patricio Aylwin
19 april

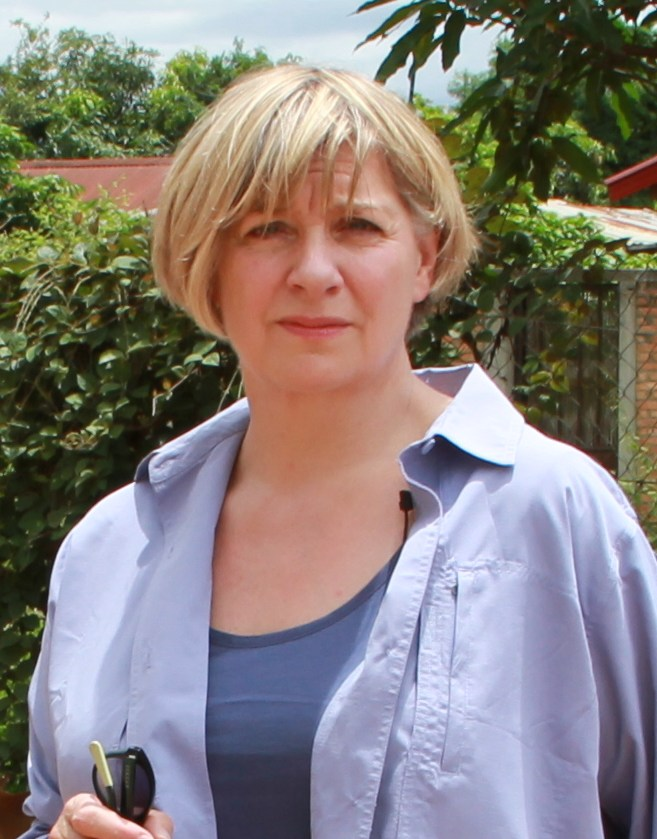
Victoria Wood
20 april

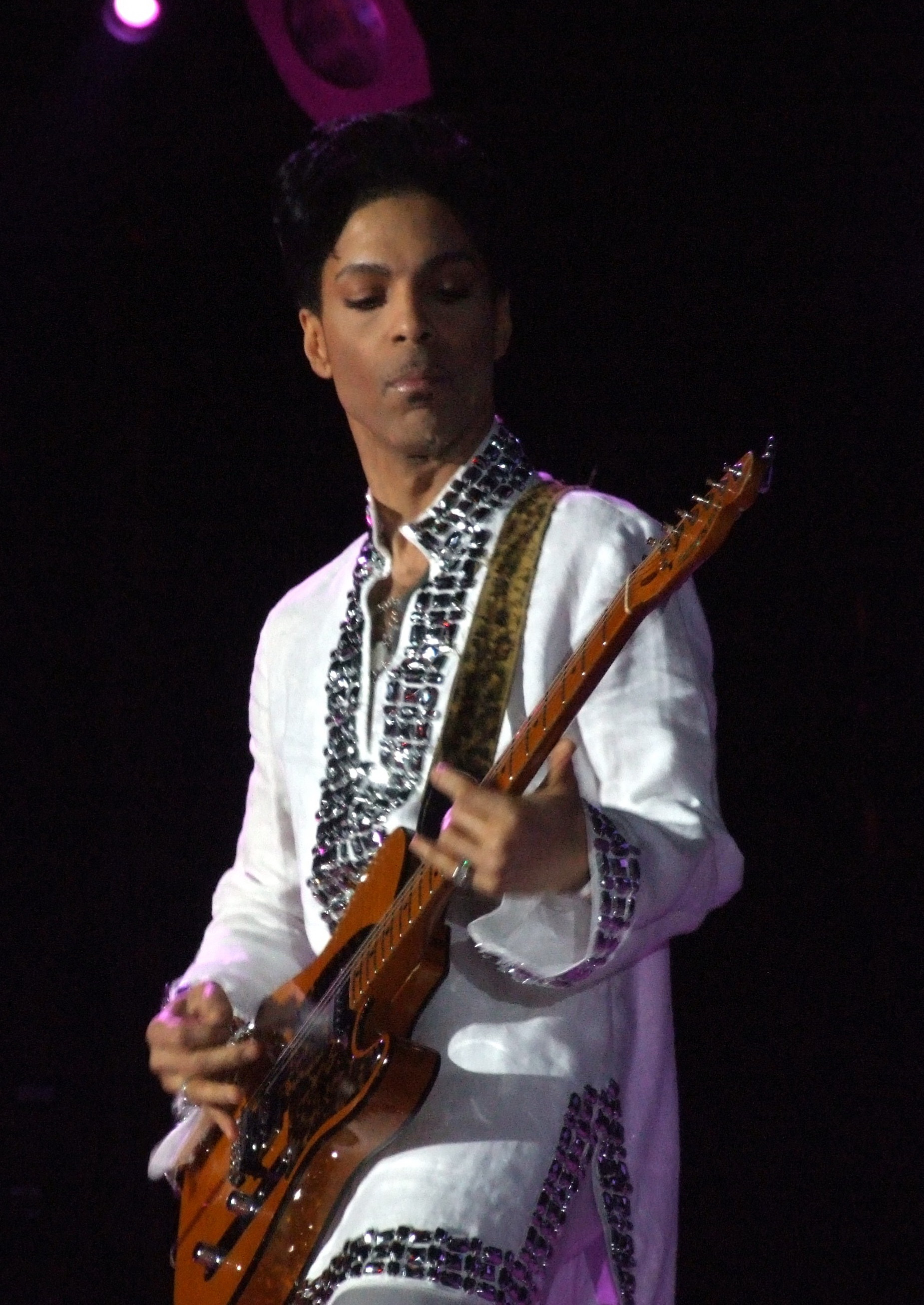
Prince
21 april

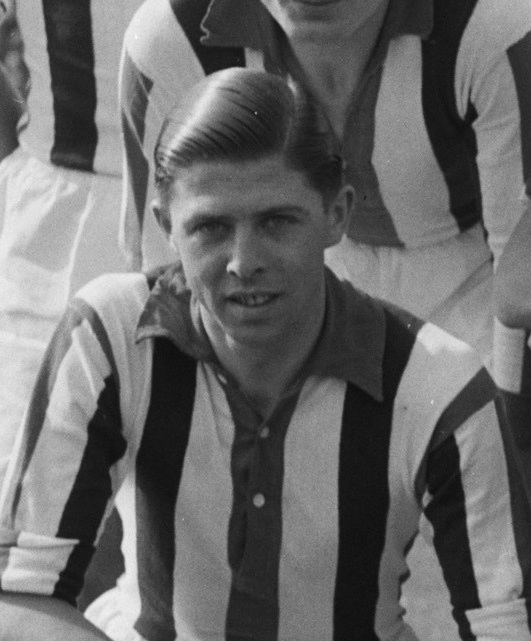
Janus Wagener
22 april

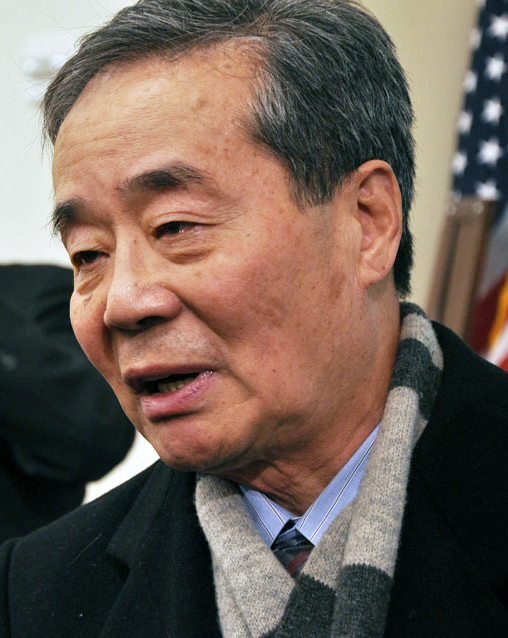
Harry Wu
26 april

| 1 | 2 | 3 | 4 | 5 | 6 | 7 | 8 | 9 | 10 | 11 | 12 | 13 | 14 | 15 | 16 | 17 | 18 | 19 | 20 | 21 | 22 | 23 | 24 | 25 | 26 | 27 | 28 | 29 | 30 |
| - | - | - | - | - | - | - | - | - | -- | -- | -- | -- | -- | -- | -- | -- | -- | -- | -- | -- | -- | -- | -- | -- | -- | -- | -- | -- | -- |

### 1 april
- Hans Polak (70), Nederlands journalist en tv-programmamaker[1]

### 2 april
- Gato Barbieri (83), Argentijns jazzmuzikant[2]
- Amber Rayne (31), Amerikaans pornoactrice[3]

### 3 april
- Bas van Erp (36), Nederlands rolstoeltennisser[4]
- Joe Medicine Crow (102), Amerikaans historicus[5]
- Don Francks (84), Canadees acteur, muzikant en kunstenaar[6]
- Noh Jin-kyu (23), Zuid-Koreaans shorttracker[7]
- Cesare Maldini (84), Italiaans voetballer en voetbalcoach[8]
- Lola Novaković (80), Servisch zangeres[9]
- Jules Schelvis (95), Nederlands historicus[10]
- Henry John Neville Vane (92), Brits baron[11]

### 4 april
- Erik Bauersfeld (93), Amerikaans stemacteur[12]
- Wim Brands (57), Nederlands dichter, journalist en presentator[13]
- Hans Daalder (87), Nederlands politicoloog[14]
- Chus Lampreave (85), Spaans actrice[15]
- Getatchew Mekurya (81), Ethiopisch saxofonist[16]
- Roger De Wulf (87), Belgisch politicus[17]

### 5 april
- Ton van den Bremer (68), Nederlands muziekproducent, -manager en songwriter[18]
- Zyta Gilowska (66), Pools politicus[19]
- Jos de Rooij (60), Nederlands accordeonist[20]
- Barbara Turner (79), Amerikaans actrice en scenarioschrijfster[21]

### 6 april
- Merle Haggard (79), Amerikaans countryzanger en songwriter[22]
- Frans Vossen (74), Belgisch journalist[23]
- Dennis Davis (64), Amerikaans drummer[24]

### 7 april
- Theodore van Houten  (63), Nederlands schrijver[25]
- Blackjack Mulligan (73), Amerikaans worstelaar en American-footballspeler[26]

### 8 april
- Julien Hoferlin (49), Belgisch tenniscoach[27]
- Elizabeth Roemer (86), Amerikaans astronoom[28]

### 9 april
- Ludwig Otten (92), Nederlands componist[29]
- Will Smith (34), Amerikaans American-footballspeler[30]

### 11 april
- Emile Ford (78), Brits zanger[31]
- David Gest (62), Amerikaans muziekproducent[32]

### 12 april
- Jeannette Colombel (96), Frans professor filosofie[33]
- Pedro de Felipe (71), Spaans voetballer[34]
- Anne Jackson (90), Amerikaans actrice[35]
- Rolande Trempé (99), Frans historica[36]
- Arnold Wesker (83), Brits toneelschrijver[37]

### 13 april
- Julio Garcia Espinosa (89), Cubaans filmregisseur[38]
- Laurens De Keyzer (68), Belgisch journalist en auteur[39]
- Mariano Mores (98), Argentijns componist, dirigent en pianist[40]
- Gareth Thomas (71), Brits acteur[41]

### 14 april
- Martin Fitzmaurice (75), Brits dartsomroeper[42]
- Dan Ireland (57), Amerikaans filmregisseur en -producent[43]
- Alphons Meeuwis (99), Nederlands verzetsman[44]
- Leon Nollet (83), Belgisch voetbalcoach en voetballer[45]
- Malick Sidibé (80), Malinees fotograaf[46]

### 15 april
- Louis Van Geyt (88), Belgisch politicus[47]
- Guy Woolfenden (78), Brits componist en dirigent[48]

### 16 april
- Louis Pilot (75), Luxemburgs voetballer en voetbalcoach[49]

### 17 april
- Doris Roberts (90), Amerikaans actrice[50]
- Nicolas Tikhomiroff (89), Frans-Russisch fotograaf[51]

### 18 april
- Brian Asawa (49), Amerikaans contratenor[52]
- André Bourin (97), Frans schrijver en literatuurcriticus[53]
- Bill Campbell (75), Amerikaans zakenman[54]
- Cox Habbema (72), Nederlands actrice, theaterregisseur en schouwburgdirectrice[55]
- Johan van Minnen (83), Nederlands journalist en presentator[56]
- Jaap Mulder (83), Nederlands politicus[57]

### 19 april
- Patricio Aylwin (97), Chileens president[58]
- Estelle Balet (21), Zwitsers snowboardster[59]
- Ronit Elkabetz (51), Israëlisch filmregisseuse, scenarioschrijfster en actrice[60]
- Karl-Heinz von Hassel (77), Duits acteur[61]
- Walter Kohn (93), Amerikaans theoretisch natuurkundige en Nobelprijswinnaar[62]

### 20 april
- Chyna (45), Amerikaans bodybuilder, worstelaarster en actrice[63]
- Guy Hamilton (93), Brits filmregisseur[64]
- Qi Benyu (85), Chinees politicus en propagandist[65]
- Victoria Wood (62), Brits comédienne en actrice[66]

### 21 april
- Lonnie Mack (74), Amerikaans gitarist en zanger[67]
- Prince (57), Amerikaans zanger en muzikant[68]
- Béatrice Tanaka (84), Roemeens-Frans schrijfster en illustratrice[69]

### 22 april
- Achmed Karamat Ali (85), Surinaams politicus[70]
- Janus Wagener (93), Nederlands voetballer[71][72]

### 23 april
- Carla Braan (54), Nederlands turnster[73]
- Alfons Van den Brande (88), Belgisch wielrenner[74]
- Tom Lewis (94), Australisch politicus[75]
- Jacques Perry (94), Frans schrijver[76]
- Madeleine Sherwood (93), Canadees actrice[77]
- Banharn Silpa-archa (83), Thais politicus[78]

### 24 april
- Inge King (100), Australisch-Duits beeldhouwster[79]
- Tommy Kono (85), Amerikaans gewichtheffer[80]
- Billy Paul (81), Amerikaans soulzanger[81]
- Papa Wemba (66), Congolees zanger[82]

### 25 april
- Dumitru Antonescu (71), Roemeens voetballer[83]
- Martin Gray (93), Frans-Amerikaans schrijver[84]
- Paul De Meulder (63), Belgisch radiopresentator[85]
- Wolfgang Rohde (66), Duits drummer[86]
- Rudolf Wessely (91), Oostenrijks acteur[87]

### 26 april
- Ugo Adinolfi (73), Italiaans acteur[88]
- Masako Togawa (85), Japans actrice, zangeres en schrijfster[89]
- Harry Wu (79), Chinees mensenrechtenactivist[90]

### 28 april
- Stefaan Van Calster (79), Belgisch priester en professor[91]
- Jenny Diski (68), Brits schrijfster[92]
- René Hausman (80), Belgisch striptekenaar[93]
- Barry Howard (78), Brits acteur[94]

### 29 april
- Renato Corona (67), Filipijns (opper)rechter[95]

### 30 april
- Peter Baert (52), Belgisch sportcommentator[96]
- Uwe Friedrichsen (81), Duits acteur[97]
- Harold Kroto (76), Brits chemicus en Nobelprijswinnaar[98]

januari ·
februari ·
maart ·
april ·
mei ·
juni ·
juli ·
augustus ·
september ·
oktober ·
november ·
december
1900 ·
1901 ·
1902 ·
1903 ·
1904 ·
1905 ·
1906 ·
1907 ·
1908 ·
1909 ·
1910 ·
1911 ·
1912 ·
1913 ·
1914 ·
1915 ·
1916 ·
1917 ·
1918 ·
1919 ·
1920 ·
1921 ·
1922 ·
1923 ·
1924 ·
1925 ·
1926 ·
1927 ·
1928 ·
1929 ·
1930 ·
1931 ·
1932 ·
1933 ·
1934 ·
1935 ·
1936 ·
1937 ·
1938 ·
1939 ·
1940 ·
1941 ·
1942 ·
1943 ·
1944 ·
1945 ·
1946 ·
1947 ·
1948 ·
1949 ·
1950 ·
1951 ·
1952 ·
1953 ·
1954 ·
1955 ·
1956 ·
1957 ·
1958 ·
1959 ·
1960 ·
1961 ·
1962 ·
1963 ·
1964 ·
1965 ·
1966 ·
1967 ·
1968 ·
1969 ·
1970 ·
1971 ·
1972 ·
1973 ·
1974 ·
1975 ·
1976 ·
1977 ·
1978 ·
1979 ·
1980 ·
1981 ·
1982 ·
1983 ·
1984 ·
1985 ·
1986 ·
1987 ·
1988 ·
1989 ·
1990 ·
1991 ·
1992 ·
1993 ·
1994 ·
1995 ·
1996 ·
1997 ·
1998 ·
1999 ·
2000 ·
2001 ·
2002 ·
2003 ·
2004 ·
2005 ·
2006 ·
2007 ·
2008 ·
2009 ·
2010 ·
2011 ·
2012 ·
2013 ·
2014 ·
2015 ·
2016 ·
2017 ·
2018 ·
2019 ·
2020 ·
2021 ·
2022 ·
2023 ·
2024 ·
2025